# Sponsio
Una sponsio o esponsal, en Derecho romano, se definía originalmente como los votos o promesas de futuro matrimonio. Se basaba en un principio en la fuerza del deber religioso debido a que era una promesa realizada a los dioses. Era presentada como un negocio solemne en el cual se solicitaba a la contraparte la aceptación de una obligación.
Más tarde se utiliza la sponsio como un procedimiento de caución, es decir, una garantía jurídica.

## Antecedentes
La palabra sponsio alude en sus orígenes al verbo spondere, el cual solo era utilizable por los ciudadanos romanos, lo que explica la exclusión de este recurso para los ciudadanos extranjeros. De la misma forma, este vocablo traducido se refiere al término moderno de compromiso, como promesa de matrimonio. Esto permite identificar el origen del término como aquel que da inicio a las promesas de condición obligatoria. Su relación con la promesa del matrimonio no es coincidencia, puesto que, en sus inicios formales era una obligación procesable en juicio. La persona que iba a contraer matrimonio era receptor por parte de la familia de la novia de garantías de que sería entregada en matrimonio. En el caso de que tras la promesa de estas garantías, la novia no fuera entregada, la persona afectada podía proceder con acciones judiciales. Si de alguna forma, el juez consideraba que los motivos por los cuales el matrimonio no se llevó a cabo fueran injustos, se fijaba una fianza y se condenaba a quien hizo la promesa de pagar esta suma a la persona a la que se le había dado esa cantidad en función de los intereses de quien entregaba a la mujer en matrimonio.
La sponsio nace como un juramento que se realizaba de forma oral y compuesto por una pregunta realizada por el estipulante en la cual solicita a una contraparte, a saber el futuro deudor, la aceptación en cualidad de sponsor. El sponsor era la persona garante, lo que da inicio a la existencia de una deuda principal, y si llega a haber una situación en la cual esta llegue a incumplirse, sería el sponsor quien asumiría los efectos del incumplimiento sin que esta responsabilidad se trasmita a sus herederos. En términos legales, al no transmitirse a los herederos significa que pierde su carácter de novación.
Si bien se encuentra relacionada con la estipulación, medida cautelar en la cual se permite a las partes de un contrato establecer de antemano ciertos intereses en caso de incumplimiento de sus obligaciones, la sponsio era accesible solo para los ciudadanos romanos (ius civile), mientras que la estipulación era viable también para los extranjeros (ius gentium). También se distinguen gracias a que la estipulación es un acto de carácter civil, mientras que la sponsio era un acto de carácter religioso.

## Evolución del concepto

### Derecho preclásico (753 - 130 a.C.)
Durante este período los esponsales se celebran siguiendo la reglamentación jurídica. Aquel que va a contraer matrimonio recibe garantías de la familia de la novia. Se prometía dinero o una hija dispuesta a contraer matrimonio. El dinero prometido sería definido como sponsio y quien que promete a su hija se dice que renuncia a ella, pues queda fuera de su autoridad y no puede renunciar a su obligación de entregarla dado que ya había realizado el compromiso (sponsus). Este compromiso implica la realización de dos estipulaciones, una en la cual el padre de la novia promete una suma de dinero en caso de no entregarla en matrimonio, y otra, por parte del novio en caso de no tomarla como esposa.
Entonces en el derecho romano, durante este período se identifica a la sponsio como contrato civil exclusivamente romano, caracterizado por ser un contrato formal y a su vez por su carácter obligatorio de contraer matrimonio.

### Derecho clásico (130 a.C. - 230 d.C.)
El régimen sostenido con anterioridad es abandonado debido a la falta de eficacia de los esponsales. El compromiso pasa a estipularse a través de la voluntad de los novios, expresada con libertad y limitada al consentimiento de las partes, por lo cual adquiere un carácter informal. Si bien se sigue utilizando la denominación sponsalia para indicar el compromiso, este término carece de vínculo jurídico. Debido a esto, puede ser disuelto libremente y en cualquier momento sin tener consecuencias legales.
La ausencia de una formalidad a la hora de expresar el consentimiento de los participantes hizo innecesaria la documentación escrita así como la presencia de testigos en el acto. De la misma forma, la expresión de este consentimiento se podía dar a través de intermediarios que podían, a su vez, argumentar condiciones en nombre de su representado. Dichas condiciones debían ser ratificadas por los participantes para ser consideradas válidas.
En el derecho clásico no existía una edad mínima en la cual se considera que los individuos constan de la madurez necesaria para comprender el valor de un compromiso. Esto solo aplica a la celebración de los esponsales, siempre que las personas tuviesen la capacidad de comprender el acto, por ende la edad variaba de un menor a otro. En muchas ocasiones, se consideraba suficiente con que el menor tenga la capacidad de hablar.

### Derecho postclásico (230 - 527 d.C.)
Con la influencia del cristianismo los esponsales volvieron a sugerir un vínculo jurídico obligatorio entre futuros cónyuges y se añade una relación personal entre los individuos comprometidos, lo que los ponía al mismo nivel que los cónyuges. Este nuevo compromiso dio origen a nuevas formas que sirvieron para marcar el nacimiento de efectos jurídicos de carácter personal ligados a los esponsales. Esto implicó la desaparición de la libertad frente al incumplimiento impuesta durante la época clásica.
En este sentido, surge la idea de donaciones hechas por los prometidos. En el caso de no celebrarse el matrimonio, es decir, de romperse la promesa esponsal, por parte del prometido, este no tendría derecho a reclamar las donaciones dadas a la futura novia. Si fuere la prometida o su familia, dado que el padre tiene su tutela, quienes rompieran la promesa, las donaciones se debían restituir al prometido o a sus herederos. Aplica la misma regla en caso de las donaciones fueran otorgadas de la prometida al prometido.
Teniendo en cuenta que en este período vuelve a existir una relación entre la ruptura del compromiso y la devolución de las donaciones o regalos nupciales, es posible reconocer que existe una condición de cumplimiento de la promesa esponsal, que de verse vulnerada obliga a una restitución a la parte que no tuvo culpa alguna en la disolución del compromiso.

### Derecho Justiniano (527 - 565 d.C.)
En el derecho Justiniano, el concepto de la sponsio desaparece junto con el de fideipromissio (fianza en la cual una o ambas partes participantes eran peregrinos o extranjeros, basada en la buena fe), y es reemplazado por la fideiussio que consiste en un acto de carácter oral en el cual el fideussor, es decir el garante, promete el mismo objeto que debe al deudor principal. Aun así, al no ser una promesa de naturaleza estipulatoria, la obligación parcial continúa existiendo, es decir, que existe el estado de mora. De la misma forma, la fideiussio se puede transmitir a los herederos en caso de fallecimiento del fiador y no cuenta con un plazo de prescripción. La sponsio y la fideipromissio carecían de esta cualidad pues no eran hereditarias. Su existencia se da ante la necesidad de solucionar la falta de carácter accesorio de la sponsio y la fideipromissio, aplicable a todo tipo de obligaciones civiles o naturales, independientemente del tipo de contrato (verbal, literal, real o consensual). Era una forma de fianza radicada en la lealtad de las personas o fides. Se realizaba a través de un acto oral en la cual existía un garante llamado fideiussor y el deudor de la obligación principal. El fideiussor se obliga a responder con el mismo objeto que deba el deudor en caso de ser necesario. Aun así, el fiador solo está obligado a pagar lo que el acreedor no haya cobrado, lo cual no era necesariamente la totalidad de la deuda.
La fideiussio adquiere la cualidad de división, que implica la posibilidad de los fiadores de establecer una cofianza de modo que sea posible repartir la deuda pendiente entre cofiadores solventes.
Este concepto queda extinto una vez que surge la litiscompensatio, que es el principio de un proceso a través de la demanda y respuesta.